# Susan Batson
Susan Batson (Boston (Massachusetts), 27 februari 1943) is een Amerikaans actrice, filmproducente en auteur/columniste.

## Biografie
Batson is een dochter van burgerrechtenactiviste Ruth Batson die in de jaren zestig lid was van de NAACP. Batson begon al vroeg acteerlessen, eerst nam ze acteerles bij het Adele Thane's Boston Children's Theater in Boston. Hierna ging zij naar het Emerson College's Theater Arts Program, ook in Boston. Door deze opleiding kreeg zij een beurs om te gaan studeren bij Lee Strasberg en Uta Hagen in New York. Zij begon met acteren in het theater in de musical Hair. 
Batson begon in 1969 met acteren voor televisie in de televisieserie The New People. Hierna heeft zij nog meerdere rollen gespeeld in televisieseries en films zoals Good Times (1976-1977) en Get on the Bus uit 1996.
Batson is de laatste jaren ook actief als filmproducente en auteur. Zo heeft zij het boek Truth: Personas, Needs, and Flaws In The Art of Building Actors and Creating Characters geschreven en schrijft zij ook columns in tijdschriften en dagbladen zoals The New Yorker, The New York Times en Variety.
Batson is getrouwd geweest

## Filmografie

### Films
Uitgezonderd korte films.
- 2006 Running Out of Time in Hollywood – als ??
- 2000 Bamboozled – als Orchid Dothan
- 1999 Summer of Sam – als vrouw die geïnterviewd wordt
- 1996 Get on the Bus – als Dr. Cook
- 1996 Girl 6 – als acteer coach
- 1985 Stone Pillow – als Ruby
- 1982 Love Child – as Brenda
- 1978 Outside Chance – als Mavis
- 1978 House Calls – als Shirley
- 1977 The Choirboys – als Sabrina
- 1970 WUSA – als tiener
- 1969 Gidget Grows Up – als Diana

### Filmproducente
- 2020 Jesse - korte film
- 2019 Finding Julia - film
- 2012 The Coolest White Boy Ever - film
- 2012 30 Beats – film
- 2008 A Raisin in the Sun – film
- 2006 Real with Me – film
- 2006 East Broadway – film
- 2001 Barnone – film

### Theaterwerk opBroadway
- 2004 A Raisin in the Sun
- 1975 The Leaf People – als Kreetahshay - als Kreetahshay
- 1968 George M! – als mrs. Red Deer / klein meisje

- CiNii: DA16671617
- Gemeinsame Normdatei: 1058763512
- International Standard Name Identifier: 0000 0000 3660 8019
- Library of Congress Control Number: n2006084442
- MusicBrainz: aa86fc01-2e8e-4552-8beb-dd60e7a57325
- Bibliotheek van het Japanse parlement: 01175634
- Virtual International Authority File: 65904268
- WorldCat: E39PBJhCDqhrK8XmjRFWQ8qmh3